# George Walker (scacchista)
George Walker (Londra, 13 marzo 1803 – Londra, 23 aprile 1879) è stato uno scacchista britannico.

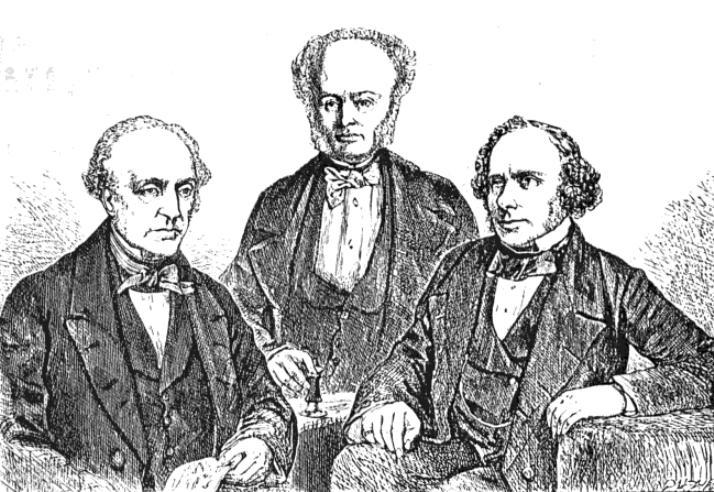
George Walker (al centro) tra William Lewis e Augustus Mongredien.

Pur essendo stato un buon giocatore, è noto soprattutto come teorico, autore di libri scacchistici e attivissimo divulgatore degli scacchi in Inghilterra. Tramite la sua rubrica sul giornale Bell's Life, che tenne dal 1834 al 1873, pubblicizzò il torneo di Londra 1851, che venne organizzato da Howard Staunton in concomitanza con l'Esposizione universale di Londra dello stesso anno. Fondò i circoli londinesi Westminster Chess Club (1831) e St.Georges Club (1834).
Nel 1839 visitò Parigi e giocò un breve match contro Henri Boncourt nel Café de la Régence, che perse +1 –2. Nel 1845 giocò, insieme a Henry Buckle e William Evans,  un match telegrafico di due partite Londra-Portsmouth contro Howard Staunton e Hugh Alexander Kennedy, con il risultato di una vittoria e una patta. Nel 1846 vinse un match a Londra contro Daniel Harrwitz (7-5). 
Tra le sue numerose opere sugli scacchi:
- The Celebrated "Analysis" of A.D. Philidor (Londra, 1832)
- The Art of Chess-Play: A New Treatise on the Game of Chess (Londra, 1832)
- A Selection of Games at Chess played by Philidor (Londra, 1835)
- Chess Made Easy (Londra, 1836)
- Chess Studies (Londra, 1844)
- Chess and Chess Players (Londra, 1850)